# Autoba reticulata
Autoba reticulata là một loài bướm đêm trong họ Erebidae.